# Albi di Dampyr
Albi pubblicati del fumetto Dampyr. La collana ha periodicità mensile e una foliazione di 80 pagine. La maggior parte delle copertine sono state realizzate da Enea Riboldi.
| Indice 2000 · 2001 · 2002 · 2003 · 2004 · 2005 · 2006 · 2007 · 2008 · 2009 2010 · 2011 · 2012 · 2013 · 2014 · 2015 · 2016 · 2017 · 2018 · 2019 2020 · 2021 · 2022 · 2023 · 2024 · 2025 |

## 2000
| Nr. | Titolo                   | Soggetto e Sceneggiatura         | Disegni            |
| --- | ------------------------ | -------------------------------- | ------------------ |
| 1   | Il figlio del diavolo    | Mauro Boselli e Maurizio Colombo | Majo               |
| 2   | La stirpe della notte    | Mauro Boselli e Maurizio Colombo | Majo               |
| 3   | Fantasmi di sabbia       | Mauro Boselli                    | Luca Rossi         |
| 4   | Notturno in rosso        | Maurizio Colombo                 | Maurizio Dotti     |
| 5   | Sotto il ponte di pietra | Mauro Boselli                    | Luca Rossi         |
| 6   | La costa degli scheletri | Mauro Boselli                    | Maurizio Dotti     |
| 7   | Zona proibita            | Mauro Boselli                    | Maurizio Dotti     |
| 8   | Dalle tenebre            | Mauro Boselli e Maurizio Colombo | Nicola Genzianella |
| 9   | Lamiah                   | Maurizio Colombo                 | Majo               |

## 2001
| Nr. | Titolo                  | Soggetto e Sceneggiatura | Disegni             |
| --- | ----------------------- | ------------------------ | ------------------- |
| 10  | Casa di sangue          | Maurizio Colombo         | Alessandro Baggi    |
| 11  | Nemesis                 | Maurizio Colombo         | Giuliano Piccininno |
| 12  | Anima persa             | Mauro Boselli            | Luca Rossi          |
| 13  | L'isola della strega    | Maurizio Colombo         | Stefano Andreucci   |
| 14  | I ribelli               | Mauro Boselli            | Stefano Casini      |
| 15  | Nato nella palude       | Mauro Boselli            | Maurizio Dotti      |
| 16  | Delta blues             | Mauro Boselli            | Maurizio Dotti      |
| 17  | Il conte Magnus         | Mauro Boselli            | Marco Torricelli    |
| 18  | Lo schermo demoniaco    | Maurizio Colombo         | Luca Rossi          |
| 19  | La luce nera            | Maurizio Colombo         | Nicola Genzianella  |
| 20  | Il castello nei Carpazi | Mauro Boselli            | Giuliano Piccininno |
| 21  | Transylvanian express   | Mauro Boselli            | Majo                |

## 2002
| Nr. | Titolo                       | Soggetto e Sceneggiatura            | Disegni             |
| --- | ---------------------------- | ----------------------------------- | ------------------- |
| 22  | Il segreto delle sette città | Mauro Boselli                       | Majo                |
| 23  | L'elisir del diavolo         | Mauro Boselli                       | Nicola Genzianella  |
| 24  | La milizia oscura            | Maurizio Colombo                    | Nicola Genzianella  |
| 25  | Incubo fiammingo             | Mauro Boselli                       | Luca Rossi          |
| 26  | Il giardino proibito         | Maurizio Colombo e Alessandro Baggi | Alessandro Baggi    |
| 27  | I lupi mannari               | Mauro Boselli                       | Majo                |
| 28  | La banda dei morti viventi   | Mauro Boselli e Maurizio Colombo    | Maurizio Dotti      |
| 29  | Arizona killers              | Mauro Boselli                       | Maurizio Dotti      |
| 30  | Vegas!                       | Mauro Boselli                       | Nicola Genzianella  |
| 31  | Il mare della morte          | Mauro Boselli                       | Alessandro Bocci    |
| 32  | Gli insaziabili              | Maurizio Colombo                    | Giuliano Piccininno |
| 33  | Sotto il vulcano             | Mauro Boselli                       | Maurizio Dotti      |

## 2003
| Nr. | Titolo                        | Soggetto e sceneggiatura | Disegni             |
| --- | ----------------------------- | ------------------------ | ------------------- |
| 34  | La caverna dei troll          | Mauro Boselli            | Maurizio Dotti      |
| 35  | I cacciatori di fantasmi      | Mauro Boselli            | Majo                |
| 36  | Gli ammazzavampiri            | Mauro Boselli            | Luca Rossi          |
| 37  | Il fiume dell'orrore          | Mauro Boselli            | Marco Torricelli    |
| 38  | La signora della villa bianca | Mauro Boselli            | Alessandro Baggi    |
| 39  | L'ultima notte                | Diego Cajelli            | Fabio Bartolini     |
| 40  | Vathek!                       | Mauro Boselli            | Maurizio Dotti      |
| 41  | Casa di bambole               | Mauro Boselli            | Nicola Genzianella  |
| 42  | L'uomo di Belfast             | Alberto Ostini           | Giovanni Bruzzo     |
| 43  | La leggenda di Amber          | Mauro Boselli            | Mauro Laurenti      |
| 44  | Il sigillo nero               | Mauro Boselli            | Mauro Laurenti      |
| 45  | Il vampiro di Highgate        | Mauro Boselli            | Giuliano Piccininno |

## 2004
| Nr. | Titolo                         | Soggetto e sceneggiatura | Disegni             |
| --- | ------------------------------ | ------------------------ | ------------------- |
| 46  | Il castello di Barbablu        | Mauro Boselli            | Alessandro Bocci    |
| 47  | I delitti di Sheffield         | Mauro Boselli            | Fabio Bartolini     |
| 48  | I sotterranei di Parigi        | Luigi Mignacco           | Giuliano Piccininno |
| 49  | La colonna infernale           | Mauro Boselli            | Majo                |
| 50  | Il dottor Cinderella           | Mauro Boselli            | Luca Rossi          |
| 51  | Tre vecchie signore            | Mauro Boselli            | Corrado Roi         |
| 52  | La maledizione di Varney       | Mauro Boselli            | Stefano Andreucci   |
| 53  | I misteri di Napoli            | Mauro Boselli            | Stefano Andreucci   |
| 54  | Il teatro dei passi perduti    | Mauro Boselli            | Maurizio Dotti      |
| 55  | Spettri a Cambridge            | Mauro Boselli            | Fabrizio Russo      |
| 56  | I vampiri della città fantasma | Luigi Mignacco           | Stefano Andreucci   |
| 57  | Il paese del sogno             | Mauro Boselli            | Nicola Genzianella  |

## 2005
| Nr. | Titolo                     | Soggetto e sceneggiatura | Disegni            |
| --- | -------------------------- | ------------------------ | ------------------ |
| 58  | I segreti di Dreamland     | Mauro Boselli            | Nicola Genzianella |
| 59  | Le terminatrici            | Mauro Boselli            | Majo               |
| 60  | La miniera di Zyarne       | Diego Cajelli            | Alessandro Baggi   |
| 61  | La foto che urla           | Diego Cajelli            | Luca Rossi         |
| 62  | I dannati di Praga         | Mauro Boselli            | Alessandro Bocci   |
| 63  | L'ombra del male           | Maurizio Colombo         | Stefano Andreucci  |
| 64  | I sogni di Lisa            | Mauro Boselli            | Arturo Lozzi       |
| 65  | L'angelo ribelle           | Mauro Boselli            | Arturo Lozzi       |
| 66  | Il grande fiume            | Mauro Boselli            | Majo               |
| 67  | Danza con la morte         | Mario Faggella           | Fabrizio Russo     |
| 68  | I cacciatori di licantropi | Stefano Piani            | Fabio Bartolini    |
| 69  | I giorni del condor        | Mauro Boselli            | Maurizio Dotti     |

## 2006
| Nr. | Titolo                      | Soggetto e sceneggiatura | Disegni            |
| --- | --------------------------- | ------------------------ | ------------------ |
| 70  | Nel deserto di Atacama      | Mauro Boselli            | Maurizio Dotti     |
| 71  | I massacratori delle Ande   | Mario Faggella           | Maurizio Dotti     |
| 72  | La dea egizia               | Pasquale Ruju            | Fabrizio Russo     |
| 73  | Il mistero di Loch Torridon | Mauro Boselli            | Luca Rossi         |
| 74  | Il giorno della fenice      | Diego Cajelli            | Alessandro Baggi   |
| 75  | Lo sposo della vampira      | Mauro Boselli            | Alessandro Bocci   |
| 76  | La spada senza tempo        | Luigi Mignacco           | Fabrizio Russo     |
| 77  | Kwaidan                     | Mauro Boselli            | Nicola Genzianella |
| 78  | Il castello dei mille soli  | Mauro Boselli            | Nicola Genzianella |
| 79  | Nakizian l'oscuro           | Maurizio Colombo         | Arturo Lozzi       |
| 80  | Il signore delle maschere   | Giovanni Di Gregorio     | Maurizio Dotti     |
| 81  | Harlequin                   | Mauro Boselli            | Michele Cropera    |

## 2007
| Nr. | Titolo                         | Soggetto e sceneggiatura | Disegni            |
| --- | ------------------------------ | ------------------------ | ------------------ |
| 82  | Via del sortilegio             | Mauro Boselli            | Majo               |
| 83  | L'aviatore fantasma            | Luigi Mignacco           | Fabrizio Russo     |
| 84  | La congrega della luna calante | Mauro Boselli            | Arturo Lozzi       |
| 85  | Occhi di gelo                  | Diego Cajelli            | Fabio Bartolini    |
| 86  | La casa sull'orlo del mondo    | Mauro Boselli            | Luca Rossi         |
| 87  | Santerìa                       | Mauro Boselli            | Fabrizio Russo     |
| 88  | La sovrana dei regni neri      | Mauro Boselli            | Stefano Andreucci  |
| 89  | La pattuglia del deserto       | Mauro Boselli            | Stefano Andreucci  |
| 90  | L'oasi perduta                 | Mauro Boselli            | Stefano Andreucci  |
| 91  | I cacciatori del sogno         | Mauro Boselli            | Nicola Genzianella |
| 92  | La macumba dei narcos          | Luigi Mignacco           | Luca Raimondo      |
| 93  | L'isola dei bucanieri          | Mauro Boselli            | Maurizio Dotti     |

## 2008
| Nr. | Titolo                       | Soggetto e sceneggiatura | Disegni             |
| --- | ---------------------------- | ------------------------ | ------------------- |
| 94  | Lo stregone senza volto      | Mauro Boselli            | Maurizio Dotti      |
| 95  | I vampiri di Nadvora         | Diego Cajelli            | Giuliano Piccininno |
| 96  | La porta degli incubi        | Diego Cajelli            | Alessandro Baggi    |
| 97  | Notte e nebbia               | Mauro Boselli            | Alessandro Bocci    |
| 98  | L'armata della Morte         | Mauro Boselli            | Alessandro Bocci    |
| 99  | Il villaggio incantato       | Mauro Boselli            | Majo                |
| 100 | Il re del mondo              | Mauro Boselli            | Stefano Andreucci   |
| 101 | Alla ricerca di Kurjak       | Mauro Boselli            | Arturo Lozzi        |
| 102 | Gli spettri del Taklamakan   | Mauro Boselli            | Alessandro Bocci    |
| 103 | Le figlie del fuoco          | Mauro Boselli            | Nicola Genzianella  |
| 104 | La maledizione di Sinistrari | Mauro Boselli            | Michele Cropera     |
| 105 | I principi dell'Inferno      | Mauro Boselli            | Michele Cropera     |

## 2009
| Nr. | Titolo                   | Soggetto e sceneggiatura       | Disegni            |
| --- | ------------------------ | ------------------------------ | ------------------ |
| 106 | Il ritorno di Bastet     | Pasquale Ruju                  | Fabrizio Russo     |
| 107 | Il musicista stregato    | Mario Faggella e Mauro Boselli | Majo               |
| 108 | Il divoratore di anime   | Giovanni Di Gregorio           | Arturo Lozzi       |
| 109 | Il cuore di Gorislav     | Diego Cajelli                  | Luca Raimondo      |
| 110 | Lo spirito del lupo      | Luigi Mignacco                 | Arturo Lozzi       |
| 111 | Trappola a Las Vegas     | Mauro Boselli                  | Fabrizio Russo     |
| 112 | La vendetta di Bugsy     | Mauro Boselli                  | Fabrizio Russo     |
| 113 | La Nave Fantasma         | Diego Cajelli                  | Arturo Lozzi       |
| 114 | La camera dello scirocco | Giovanni Di Gregorio           | Nicola Genzianella |
| 115 | Sfida alla Temsek        | Diego Cajelli                  | Alessandro Bocci   |
| 116 | Pioggia di demoni        | Mauro Boselli                  | Luca Rossi         |
| 117 | La selva della paura     | Claudio Falco                  | Maurizio Dotti     |

## 2010
| Nr. | Titolo                        | Sceneggiatura  | Disegni             |
| --- | ----------------------------- | -------------- | ------------------- |
| 118 | Prigionieri dei sogni         | Luigi Mignacco | Alessandro Baggi    |
| 119 | L'amante del vampiro          | Mauro Boselli  | Michele Cropera     |
| 120 | L'ombra del drago             | Diego Cajelli  | Marco Santucci      |
| 121 | La casa di Faust              | Mauro Boselli  | Fabiano Ambu        |
| 122 | Il penitenziario              | Diego Cajelli  | Giuliano Piccininno |
| 123 | I senza morte                 | Claudio Falco  | Maurizio Dotti      |
| 124 | Nel covo del Maestro          | Claudio Falco  | Maurizio Dotti      |
| 125 | Stagione di caccia            | Diego Cajelli  | Luca Raimondo       |
| 126 | La stanza perduta             | Mauro Boselli  | Nicola Genzianella  |
| 127 | American museum               | Mauro Boselli  | Maurizio Dotti      |
| 128 | La locanda delle ultime feste | Samuel Marolla | Arturo Lozzi        |
| 129 | Il tempio sull'Himalaya       | Luigi Mignacco | Alessandro Bocci    |

## 2011
| Nr. | Titolo                   | Soggetto        | Sceneggiatura                 | Disegni             |
| --- | ------------------------ | --------------- | ----------------------------- | ------------------- |
| 130 | La casa delle cicogne    | Mauro Boselli   | Mauro Boselli                 | Alessio Fortunato   |
| 131 | Carnevale di spettri     | Susanna Raule   | Susanna Raule e Diego Cajelli | Marco Santucci      |
| 132 | La donna nello specchio  | Diego Cajelli   | Diego Cajelli                 | Alessandro Baggi    |
| 133 | I vampiri di Londra      | Mauro Boselli   | Mauro Boselli                 | Stefano Andreucci   |
| 134 | La notte dei pipistrelli | Mauro Boselli   | Mauro Boselli                 | Stefano Andreucci   |
| 135 | Città di ombre           | Mauro Boselli   | Mauro Boselli                 | Stefano Andreucci   |
| 136 | Harlan contro Draka      | Mauro Boselli   | Mauro Boselli                 | Stefano Andreucci   |
| 137 | Gli implacabili          | Giovanni Eccher | Giovanni Eccher               | Maurizio Dotti      |
| 138 | Valzer cajun             | Diego Cajelli   | Diego Cajelli                 | Giuliano Piccininno |
| 139 | Firmato: Bugsy Siegel!   | Mauro Boselli   | Mauro Boselli                 | Fabrizio Russo      |
| 140 | La ballata di Re Orpheus | Mauro Boselli   | Mauro Boselli                 | Alessandro Scibila  |
| 141 | Rosalinda delle zagare   | Claudio Falco   | Claudio Falco                 | Fabio Bartolini     |

## 2012
| Nr. | Titolo                       | Soggetto e sceneggiatura      | Disegni           |
| --- | ---------------------------- | ----------------------------- | ----------------- |
| 142 | I fantasmi di Distretto 6    | Claudio Falco                 | Michele Benevento |
| 143 | La bambola veneziana         | Samuel Marolla, Mauro Boselli | Alessio Fortunato |
| 144 | La corona di ferro           | Mauro Boselli                 | Majo              |
| 145 | Il demone delle cose perdute | Mauro Boselli                 | Majo              |
| 146 | Il signore verde             | Mauro Boselli                 | Michele Cropera   |
| 147 | Tributo di sangue            | Giovanni Eccher               | Maurizio Dotti    |
| 148 | Nella fortezza dei Naphidim  | Mauro Boselli                 | Fabiano Ambu      |
| 149 | La loggia del crepuscolo     | Samuel Marolla                | Maurizio Dotti    |
| 150 | La scelta di Lisa            | Mauro Boselli                 | Arturo Lozzi      |
| 151 | La strega regina             | Mauro Boselli                 | Fabio Celoni      |
| 152 | Ritorno a Sheffield          | Mauro Boselli                 | Fabio Bartolini   |
| 153 | Terra di nessuno             | Mauro Boselli                 | Alessandro Bocci  |

## 2013
| Nr. | Titolo                  | Soggetto e sceneggiatura     | Disegni                          |
| --- | ----------------------- | ---------------------------- | -------------------------------- |
| 154 | La dama degli incubi    | Claudio Falco                | Michele Cropera                  |
| 155 | Il sigillo di Lazzaro   | Diego Cajelli                | Fabrizio Russo                   |
| 156 | Siberia                 | Diego Cajelli                | Mauro Laurenti                   |
| 157 | La furia di Thorke      | Mauro Boselli                | Nicola Genzianella               |
| 158 | Serata al Grand Guignol | Mauro Boselli                | Alessio Fortunato                |
| 159 | La bestia del Gevadaun  | Andrea Artusi e Ivo Lombardo | Andrea Del Campo e Andrea Artusi |
| 160 | La monaca               | Claudio Falco                | Nicola Genzianella               |
| 161 | Mal di luna             | Mauro Boselli                | Luca Rossi                       |
| 162 | Il figlio di Joan       | Mauro Boselli                | Michele Cropera                  |
| 163 | Halloween               | Mauro Boselli                | Marco Santucci                   |
| 164 | Lamiah vive!            | Maurizio Colombo             | Majo                             |
| 165 | La fine della caccia    | Claudio Falco                | Giuliano Piccininno              |

## 2014
| Nr. | Titolo                         | Soggetto e sceneggiatura         | Disegni                         |
| --- | ------------------------------ | -------------------------------- | ------------------------------- |
| 166 | Il soffio caldo dell'Harmattan | Claudio Falco                    | Silvia Califano                 |
| 167 | Odio implacabile               | Corrado Cerfogli e Diego Cajelli | Arturo Lozzi                    |
| 168 | Nella città dei morti          | Mauro Boselli                    | Nicola Genzianella              |
| 169 | La tomba del Re Scorpione      | Francesco Testi                  | Fabrizio Russo                  |
| 170 | Zarema!                        | Diego Cajelli                    | Mauro Laurenti                  |
| 171 | Ragazzi perduti                | Giovanni Di Gregorio             | Daniele Statella e Marco Fara   |
| 172 | La Papessa di Roma             | Alessandro Bilotta               | Andrea Del Campo                |
| 173 | Il segno di Alastor            | Mauro Boselli                    | Esteban Maroto                  |
| 174 | Il trono del Dio oscuro        | Mauro Boselli                    | Esteban Maroto e Maurizio Dotti |
| 175 | Il boia nero                   | Giovanni Di Gregorio             | Claudio Stassi                  |
| 176 | Oltre la soglia                | Nicola Venanzetti                | Andrea Del Campo                |
| 177 | Scomparsi!                     | Mauro Boselli                    | Alessandro Bocci                |

## 2015
| Nr. | Titolo                       | Soggetto                        | Sceneggiatura                   | Disegni                       |
| --- | ---------------------------- | ------------------------------- | ------------------------------- | ----------------------------- |
| 178 | I vagabondi dell'infinito    | Mauro Boselli                   | Mauro Boselli                   | Alessandro Bocci              |
| 179 | L'ospedale stregato          | Samuel Marolla                  | Diego Cajelli e Samuel Marolla  | Alessio Fortunato             |
| 180 | Il figlio di Kurjak          | Mauro Boselli                   | Mauro Boselli                   | Daniele Statella e Marco Fara |
| 181 | La lunga notte dell'odio     | Rita Porretto e Silvia Mericone | Rita Porretto e Silvia Mericone | Nicola Genzianella            |
| 182 | Nella dimensione nera        | Mauro Boselli                   | Mauro Boselli                   | Maurizio Rosenzweig           |
| 183 | Dittatura infernale          | Mauro Boselli                   | Mauro Boselli                   | Maurizio Rosenzweig           |
| 184 | I dimenticati                | Diego Cajelli                   | Diego Cajelli                   | Fabrizio Russo                |
| 185 | Il segreto di Amber Tremayne | Mauro Boselli                   | Mauro Boselli                   | Mauro Laurenti                |
| 186 | Taliesin il bardo            | Mauro Boselli                   | Mauro Boselli                   | Mauro Laurenti                |
| 187 | Dartmoor                     | Mauro Boselli                   | Mauro Boselli                   | Fabiano Ambu                  |
| 188 | Il marchio giallo di Carcosa | Mauro Boselli                   | Mauro Boselli                   | Marco Santucci                |
| 189 | La casa degli specchi        | Claudio Falco                   | Claudio Falco                   | Alessio Fortunato             |

## 2016
| Nr. | Titolo                     | Soggetto e sceneggiatura | Disegni              |
| --- | -------------------------- | ------------------------ | -------------------- |
| 190 | L'ombra di Tziao-Min       | Claudio Falco            | Silvia Califano      |
| 191 | L'antiquario di via Husova | Claudio Falco            | Michele Cropera      |
| 192 | La grande Bestia           | Mauro Boselli            | Arturo Lozzi         |
| 193 | I misteri di Cagliari      | Mauro Boselli            | Nicola Genzianella   |
| 194 | La città abbandonata       | Luigi Mignacco           | Andrea Del Campo     |
| 195 | Costa da morte             | Giovanni Di Gregorio     | Claudio Stassi       |
| 196 | Le prede di Annwn          | Mauro Boselli            | Dario Viotti         |
| 197 | La vendetta di Severa      | Mauro Boselli            | Marcello Mangiantini |
| 198 | Lyonesse                   | Mauro Boselli            | Michele Rubini       |
| 199 | Il lord delle isole        | Mauro Boselli            | Michele Rubini       |
| 200 | La legione di Harlan Draka | Mauro Boselli            | Luca Rossi           |
| 201 | Black Annis!               | Mauro Boselli            | Nicola Genzianella   |

## 2017
| Nr. | Titolo                   | Soggetto e sceneggiatura | Disegni                                |
| --- | ------------------------ | ------------------------ | -------------------------------------- |
| 202 | Nel mondo dei maestri    | Mauro Boselli            | Alessandro Bocci                       |
| 203 | La sorgente di vita      | Nicola Venanzetti        | Arturo Lozzi                           |
| 204 | Bloodywood               | Giorgio Giusfredi        | Michele Cropera                        |
| 205 | La settima chiave        | Claudio Falco            | Alessio Fortunato                      |
| 206 | Il dio del massacro      | Giorgio Giusfredi        | Daniele Statella e Patrick Piazzalunga |
| 207 | Il tempio nella giungla  | Giovanni Eccher          | Luca Raimondo                          |
| 208 | Cambogia                 | Giovanni Eccher          | Luca Raimondo                          |
| 209 | L'indagatore dell'incubo | Mauro Boselli            | Bruno Brindisi                         |
| 210 | Il figlio di Erlik Khan  | Giorgio Giusfredi        | Andrea Del Campo                       |
| 211 | Horror movie             | Mauro Boselli            | Silvia Califano                        |
| 212 | El Dia de los Muertos    | Claudio Falco            | Fabiano Ambu                           |
| 213 | Capodanno celtico        | Nicola Venanzetti        | Nicola Genzianella                     |

## 2018
| Nr. | Titolo                          | Soggetto e Sceneggiatura | Disegni |
| --- | ------------------------------- | ------------------------ | --- |
| 214 | Il giocattolaio                 | Claudio Falco            | Gino Vercelli |
| 215 | Chinatown                       | Claudio Falco            | Luca Raimondo |
| 216 | La donna dalla bocca squarciata | Stefano Piani            | Giorgio Gualandris |
| 217 | Yossele il muto                 | Mauro Boselli            | Fabrizio Longo |
| 218 | Danse macabre                   | Mauro Boselli            | Luca Rossi |
| 219 | Tutto per amore                 | Mauro Boselli            | Corrado Roi |
| 220 | La riscossa di Ah-Toy           | Claudio Falco            | Vanessa Belardo |
| 221 | Pianeta di sangue               | Giorgio Giusfredi        | Alessio Fortunato |
| 222 | Il suicidio di Aleister Crowley | Mauro Boselli            | Michele Cropera |
| 223 | Cuba Libre!                     | Luigi Mignacco           | Dario Viotti |
| 224 | Il santo venuto dall'Irlanda    | Mauro Boselli            | Michele Rubini, Lucio Parrillo, Ivan Cavini, Paolo Barbieri, Nicola Genzianella, Alberto Dal Lago, Michele Cropera, Edvige Faini, Luca Zontini, Antonio De Luca, Majo, Angelo Montanini e Dany Orizio |
| 225 | Gli orrori di Red Hook          | Mauro Boselli            | Paolo Raffaelli |

## 2019
| Nr. | Titolo                      | Soggetto e Sceneggiatura         | Disegni             |
| --- | --------------------------- | -------------------------------- | ------------------- |
| 226 | Hellfire Club               | Nicola Venanzetti                | Fabrizio Longo      |
| 227 | Pirati!                     | Giulio Antonio Gualtieri         | Simone Delladio     |
| 228 | La serva                    | Antonio Zamberletti              | Fabrizio Russo      |
| 229 | Kurjak, il vampiro          | Giovanni Di Gregorio             | Fabio Bartolini     |
| 230 | Le ragazze di Mahogany Hall | Mauro Boselli                    | Nicola Genzianella  |
| 231 | La città dell’Uomo Nero     | Mauro Boselli                    | Nicola Genzianella  |
| 232 | La compagnia guerriera      | Mauro Boselli                    | Maurizio Rosenzweig |
| 233 | I Grandi Antichi            | Mauro Boselli                    | Maurizio Rosenzweig |
| 234 | Le torri di Carcosa         | Mauro Boselli                    | Corrado Roi         |
| 235 | Il Re in Giallo             | Mauro Boselli                    | Luca Rossi          |
| 236 | L’amica mortale             | Giorgio Giusfredi                | Alessio Fortunato   |
| 237 | Krampus!                    | Francesca Scotti e Claudio Falco | Fabrizio Longo      |

## 2020
| Nr. | Titolo                       | Soggetto e Sceneggiatura        | Disegni            |
| --- | ---------------------------- | ------------------------------- | ------------------ |
| 238 | Roxana                       | Giovanni Di Gregorio            | Giorgio Gualandris |
| 239 | Il condottiero di Calabria   | Claudio Falco                   | Francesco De Stena |
| 240 | Possessione!                 | Stefano Piani                   | Vanessa Belardo    |
| 241 | Il cavaliere di Roccabruna   | Mauro Boselli                   | Majo               |
| 242 | Il pittore della Scuola Nera | Nicola Venanzetti               | Michele Cropera    |
| 243 | Silverpilen                  | Mauro Boselli e Giovanni Eccher | Arturo Lozzi       |
| 244 | Harlan contro Sho-Huan       | Mauro Boselli                   | Arturo Lozzi       |
| 245 | Sangue sulla Siria           | Claudio Falco                   | Andrea Del Campo   |
| 246 | Sussurri nel buio            | Mauro Boselli                   | Nicola Genzianella |
| 247 | Il segreto di Robert Howard  | Mauro Boselli                   | Nicola Genzianella |
| 248 | Il Licantropo di Matera      | Giorgio Giusfredi               | Alessio Fortunato  |
| 249 | La casa sul lungofiume       | Stefano Piani                   | Giorgio Gualandris |

## 2021
| Nr. | Titolo                    | Soggetto e Sceneggiatura       | Disegni             |
| --- | ------------------------- | ------------------------------ | ------------------- |
| 250 | Paradiso perduto          | Nicola Venanzetti              | Vanessa Belardo     |
| 251 | Stavkirke                 | Maurizio Principato            | Arturo Lozzi        |
| 252 | La regina di Babilonia    | Mauro Boselli                  | Fabrizio Longo      |
| 253 | I figli di Pontemorto     | Mirko Perniola                 | Paolo Raffaelli     |
| 254 | La maledizione di Whitby  | Diego Cajelli                  | Claudio Stassi      |
| 255 | Haiti!                    | Luigi Mignacco                 | Dario Viotti        |
| 256 | Operazione Messiah        | Mauro Boselli                  | Maurizio Rosenzweig |
| 257 | Messico e sangue          | Giorgio Giusfredi              | Andrea Del Campo    |
| 258 | Dottor Dolore             | Giorgio Giusfredi              | Andrea Del Campo    |
| 259 | L’occhio dell’inferno     | Mauro Boselli e Marco Febbrari | Majo e Dario Viotti |
| 260 | La storia di Jack Lantern | Nicola Venanzetti              | Michele Coprera     |
| 261 | Opera mortale             | Mauro Boselli e Claudio Falco  | Simone Delladio     |

## 2022
| Nr. | Titolo                  | Soggetto e Sceneggiatura | Disegni                                                             |
| --- | ----------------------- | ------------------------ | ------------------------------------------------------------------- |
| 262 | Schiavi del Krokodil    | Davide Barzi             | Fabiano Ambu                                                        |
| 263 | La Fortezza di Bhangarh | Stefano Piani            | Simone Delladio                                                     |
| 264 | Cuori di tenebra        | Luigi Mignacco           | Arturo Lozzi                                                        |
| 265 | Anime di Cera           | Gianmaria Contro         | Max Avogadro                                                        |
| 266 | Nel nome del figlio     | Mauro Boselli            | Luca Rossi e Stefano Andreucci                                      |
| 267 | Ritorno a Yorvolak      | Mauro Boselli            | Majo, Maurizio Dotti e Luca Rossi                                   |
| 268 | Zona di guerra          | Mauro Boselli            | Maurizio Dotti, Luca Rossi e Nicola Genzianella                     |
| 269 | Sangue stregato         | Mauro Boselli            | Nicola Genzianella, Luca Rossi, Alessio Fortunato e Michele Cropera |
| 270 | Killer Hospital         | Andrea Cavaletto         | Fabiano Ambu                                                        |
| 271 | Gli spettri di Youghal  | Mauro Boselli            | Nicola Genzianella                                                  |
| 272 | Orrore a Hyde Court     | Mauro Boselli            | Nicola Genzianella e Michele Rubini                                 |
| 273 | La scuola tra i fiordi  | Mauro Boselli            | Luca Rossi                                                          |

## 2023
| Nr. | Titolo                          | Soggetto e Sceneggiatura         | Disegni                                           |
| --- | ------------------------------- | -------------------------------- | ------------------------------------------------- |
| 274 | La progenie di Rotghar          | Claudio Falco                    | Andrea Del Campo                                  |
| 275 | Il giustiziere di New York      | Antonio Zamberletti              | Gino Vercelli                                     |
| 276 | Il crepuscolo degli dei         | Nicola Venanzetti                | Arturo Lozzi                                      |
| 277 | Radio Vampira                   | Giorgio Giusfredi                | Fabio Bartolini                                   |
| 278 | La foresta dei suicidi          | Nicola Venanzetti                | Giorgio Gualandris                                |
| 279 | Le vendicatrici                 | Giuseppe Andreozzi/Claudio Falco | Andrea Del Campo                                  |
| 280 | Il mistero dell'isola di Jersey | Stefano Piani                    | Vanessa Belardo                                   |
| 281 | Gomorya                         | Mauro Boselli                    | Simone Delladio                                   |
| 282 | La strega bambina               | Stefano Piani                    | Fabrizio Russo                                    |
| 283 | Il ritorno di Taliesin          | Mauro Boselli                    | Dario Viotti, Mauro Laurenti e Nicola Genzianella |
| 284 | Il calderone di Dagda           | Mauro Boselli                    | Dario Viotti e Nicola Genzianella                 |
| 285 | Diva mortale                    | Claudio Falco                    | Andrea Del Campo                                  |

## 2024
| Nr. | Titolo                        | Soggetto e Sceneggiatura | Disegni                                            |
| --- | ----------------------------- | ------------------------ | -------------------------------------------------- |
| 286 | Il sopravvissuto di High Moon | Diego Cajelli            | Fabrizio Russo                                     |
| 287 | I reietti dei Pirenei         | Giovanni Di Gregorio     | Claudio Stassi                                     |
| 288 | Aswang!                       | Giovanni Di Gregorio     | Daniele Statella e Beniamino Delvecchio            |
| 289 | Cacciatori e prede            | Claudio Falco            | Michele Cropera                                    |
| 290 | Gli estranei                  | Claudio Falco            | Michele Cropera                                    |
| 291 | L'antro della Sibilla         | Nicola Venanzetti        | Giorgio Gualandris                                 |
| 292 | La casa della paura           | Mauro Boselli            | Alessio Fortunato                                  |
| 293 | Vacanza nell'ignoto           | Mauro Boselli            | Nicola Genzianella                                 |
| 294 | Prigionieri su Yuggoth        | Mauro Boselli            | Nicola Genzianella, Mario "Majo" Rossi, Luca Rossi |
| 295 | Dionysos                      | Mauro Boselli            | Simone Delladio                                    |
| 296 | Le tre spade                  | Mauro Boselli            | Dario Viotti e Michele Rubini                      |
| 297 | Re del passato, re del futuro | Mauro Boselli            | Michele Rubini e Dario Viotti                      |

## 2025
| Nr. | Titolo               | Data di pubblicazione | Soggetto                          | Sceneggiatura                      | Disegni                              |
| --- | -------------------- | --------------------- | --------------------------------- | ---------------------------------- | ------------------------------------ |
| 298 | Sudan in fiamme      | 3 gennaio 2025        | Mauro Boselli                     | Mauro Boselli                      | Stefano Andreucci e Michele Rubini   |
| 299 | Il nemico di Azara   | 4 febbraio 2025       | Mauro Boselli                     | Mauro Boselli                      | Stefano Andreucci                    |
| 300 | Trecento!            | 4 marzo 2025          | Mauro Boselli                     | Mauro Boselli                      | Nicola Genzianella                   |
| 301 | Il figlio del Dampyr | 2 aprile 2025         | Giorgio Giusfredi                 | Giorgio Giusfredi                  | Michele Cropera                      |
| 302 | Detroit Street Blues | 3 maggio 2025         | Gianmaria Contro                  | Gianmaria Contro                   | Alfredo Orlandi                      |
| 303 | Doppio mondo         | 4 giugno 2025         | Gianmaria Contro                  | Gianmaria Contro                   | Giovanni Talami e Antonello Catalano |
| 304 | La montagna di Giada | 2 luglio 2025         | Paolo M. G. Maino e Claudio Falco | Claudio Falco                      | Andrea del Campo                     |
| 305 | Giungla di fuoco     | 5 agosto 2025         | Paolo M. G. Maino e Claudio Falco | Claudio Falco                      | Andrea del Campo                     |
| 306 | Le ali della notte   | 3 settembre 2025      | Giovanni Eccher                   | Giovanni Eccher e Gianmaria Contro | Simone Delladio                      |